# Bergbau im Albula- und Landwassertal
Der Bergbau im Albula- und Landwassertal nach Erz (Kanton Graubünden/Schweiz) ist seit dem 14. und 15. Jahrhundert urkundlich belegt. Die geringe Ausbeute und der tiefe Preis führten aber zur Einstellung des Bergbaubetriebes. Erst im 18. und 19. Jahrhundert gab es wieder Bergbauversuche.

## Erzgrube Schmitten
Recht alt sind die Erzgruben auf dem Gemeindegebiet von Schmitten. Drei Wegstunden über dem Dorf, in einer Geröllhalde zwischen Guggernell und Sandhubel auf 2500 m. ü. M., ist heute noch der Haupteingang zu einem Grubennetz zu finden. Nicht weit davon, über dem Bergkamm im Welschtobel der Alp Ramoz (Gemeinde Alvaneu), wurde ebenfalls Bergbau betrieben.
Die Knappen trugen das erzhaltige Gestein oft auf Tragräfen zur Poche, wo die Brocken zerkleinert und gewaschen wurden. Das gesäuberte Gestein wurde nach Filisur transportiert und im Ofen verhüttet. Der Schmelzofen stand in Bellaluna, an der Strasse von Filisur nach Bergün. Hier wurde das Roherz vom Bleiberg bei Schmitten, von Latsch und aus dem Val Tisch geschmolzen.

## Bergwerk Silberberg
Im 17. Jahrhundert wurden Erzvorkommen am Silberberg, dem bewaldeten Steilhang zwischen Davos Monstein und Jenisberg entdeckt. Hier entstand das Bergwerk Silberberg mit einem verzweigte Netz von Stollen, im Jahre 1618 werden 17 Gruben aufgeführt. Der längste Stollen mass 350 Meter.
Der Ofen, wohin das Roherz nach dem Pochen geführt wurde, stand in der Hoffnungs-Au, dem heutigen Schmelzboden. Gemälde von 1838 zeigten ein Dörflein mit dem Verwaltungsgebäude der Bergbau-Gesellschaft, dem Knappenhaus und allen anderen zum Bergbau gehörenden Häusern. Seit 1979 ist im Schmelzboden, im ehemaligen Hauptgebäude, ein Bergbaumuseum Graubünden untergebracht.